# 2710 Veverka
2710 Veverka là một tiểu hành tinh vành đai chính với chu kỳ quỹ đạo là 1379.4413125 ngày (3.78 năm).
Nó được phát hiện ngày 23 tháng 3 năm 1982. Nó được đặt theo tên nhà thiên văn học Joseph Veverka.